# 项南
项南（1918年11月—1997年11月10日），原名项道成，曾用名项德崇，男，福建连城人，中华人民共和国政治人物，中国共产党第十二届中央委员会委员，中共中央顾问委员会委员，曾任中国共产党福建省委员会第一书记。

## 生平
项南是福建省龙岩市连城县朋口乡（现为朋口镇）文地村人，父亲项与年是闽西地区的一名共产党员。1929年，项南参加少年先锋队，任连城文坊苏区少年先锋队队长。1930年，随地下工作的父母在南京和上海半工半读。
1937年，抗战爆发后，项南（化名项德崇）在福建长乐县组织宣传抗日的“明天剧咏团”。1938年，项南由福建省委宣传部部长王助介绍加入中国共产党。1938年10月，他在顺昌县发起组织“顺昌抗敌剧团”并任团长。1939年11月，任闽清县政府战时民教工作队队长。1939年10月，先后任广西桂林苗圃主任、青年科学技术人员协进会理事、成达师范教员。1941年6月，到达苏北盐城新四军军部，由中共华中局分配工作。1941年，在新四军重新加入中国共产党。1942-1945年，先后任阜东县政府秘书、阜东九区区委书记、阜东县委宣传部部长、苏北第五分区专员公署建设处处长等职。
1951年，项南任青年团安徽省委书记、安徽大学（现安徽师范大学）党委书记。
1952年，任青年团华东工委第二副书记。
1954年，当选为第一届全国人大代表。
1957年，任团中央书记处书记，1958年9月被下放至北京市东郊农场（今崔各庄乡一带）参加劳动，次年被行政降两级:96。1961年经胡耀邦推荐，调任八机部办公厅副主任，后任农机局局长。
1970年5月，恢复工作后，历任一机部农机局局长，一机部党的核心小组成员、副部长。
1976年，项南副部长率团赴美考察美国农业机械化。项南出访过美国、德国、法国，每次出访回来都给政治局讲他出国的一些见闻，并提呈文字视频报告，受到时任国家领导人的华国锋的支持鼓励。
1979年2月，任农机部副部长、党组副书记，当选为第五届全国人大代表。
1980年，调福建省工作，1981年1月14日到达福州赴任:369。历任中共福建省委常务书记、福建省五届人大常委会主任、中共福建省委第一书记兼省军区第一政委、中共福建省委书记，并当选为第六届全国人大代表和第十二届中央委员。在福建省委第一书记任内，项南在国家进出口委的支持下向科威特贷款，推动了厦门高崎国际机场的建设，促成了廈門航空的成立:154，也主导了中国内地首家中外合资家电企业福日电子的创办。
项南1981年提出「大念『山海经』，建设八大基地」的发展思路（八大基地即林业基地、海洋基地、经济作物基地、牧业基地、轻工基地、外贸基地、科教基地、统一祖国基地），为此甚至向世界银行贷款2亿美元，始于1979年的福建养鳗业也在项南的推波助澜下大力发展，福建省向世行贷款的2亿美元中更有4000万美元（当时相当于人民币3.2亿元）用于鳗业开发领域，形成莆田、福清、长乐几个主产区:199。至1984年底，福建省林业、畜牧业、渔业、经济作物和轻工业等五个生产型基地的总产值已达到115亿元，比1980年增长53.7%。《福建省八大基地建设纲要》最终于1985年5月6日在福建省第六届人民代表大会第三次会议上获正式通过。
1982年，台湾海峡两岸信众自发重修湄洲妈祖祖庙，但险些以“湄洲岛为沿海最前线”为由被拆除，项南为此要求莆田市“暂缓拆庙”，此后台海局势有所缓和，项南在1983年妈祖诞辰期间更向当时恰好在福建视察的中央军委副主席杨尚昆请求重新修建妈祖庙，当场获得杨尚昆的同意:238-239。
此外，项南于1982年提出福厦高速公路的设想，但在省委遭遇极大阻力，项南因此被批评“不实事求是，太过超前，搞天方夜谭”，福建直至1989年才开始筹备修建高速公路事宜，此时项南已被调离福建省委，中国大陆首条开工的高速公路沈大高速公路（1984年开工）亦已收费通车一年，福厦高速公路自身则延至1994年9月才开工，1997年12月15日先期开通泉州至厦门段，福州至泉州段则于1999年9月25日通车。
1986年2月27日，因前一年的“晋江假药案”（陈埭镇涵口村一些村民将白木耳饮料包装为感冒冲剂并仿造批准文号销售）承受巨大压力，项南从福建省委书记位置上蒙冤下台，政论作家高新认为这是陈云、胡乔木等保守派对改革派代表人物的一次借口打击。
1989年后，担任中国扶贫基金会会长、中华职业教育社副理事长、中国老区建设促进会和中华炎黄文化研究会顾问、中国扶贫基金会首席顾问等职。1992年，被选为中共十四大代表。1997年列席中共十五大。
1996年4月，项南因心衰并伴有室壁瘤，住进北京医院100余天。1997年11月10日晚10时许，项南在中國大飯店会见从印尼飞抵北京的侨领李尚大之子李川羽一行时因心脏病突发逝世，享年79周岁:371。

## 评价
项南逝世后，中共中央官方评价其“为共青团建设、农业机械化事业和福建省的改革发展及我国的扶贫工作倾注了全部心血，做出了突出贡献”。
当时已在福建工作满12年的福建省委时任副书记习近平在吊唁项南时表示“项南同志的去世使我失去了一位可以就教的良师，失去了一位值得尊敬的长者”。
曾于1993年至1996年担任福建省委书记的贾庆林2008年10月在《满江红：忆项南同志》中褒扬项南“骇浪惊涛，从容渡，常存锐气”。
《南方周末》2008年改革开放30周年特刊曾将邓小平、叶剑英、胡耀邦、万里、任仲夷、习仲勋、谷牧、项南并称为“改革八贤”。
福建省海洋渔业厅原厅长杨有志2017年8月称，项南“拉开了福建改革开放的序幕，对福建的发展起到了至关重要的作用”。
曾任中宣部理论局局长的郑仲兵表示，“事实上，项南不仅仅是属于福建人民的，也是属于全中国人民的，甚至是属于全球华人的。很多海外华人都以项南为荣，以项南为骄傲。”

## 家庭
- 父亲：项与年（1894年5月5日-1978年10月2日），1925年加入中国共产党，中华人民共和国成立后任辽宁省监察厅副厅长、中国人民政治协商会议辽宁省委员会第三届委员。
- 妻子：汪志馨（1916年-2015年12月3日），曾任福建省人大常委会教科文卫委主任[18]。
- 女儿：项小米，当代著名军旅作家，代表作有长篇小说《英雄无语》。